# Џеј Елис
Вендел Рамон „Џеј” Елис Млађи (енгл. Wendell Ramone "Jay" Ellis Jr.; Самтер, 27. децембар 1981) амерички је глумац. Бавио се манекенством пре него се преселио у Лос Анђелес и започео глумачку каријеру. Глумио је главну улогу у хорор филму Соба за бекство (2019) и акционом филму Топ ган: Маверик (2022).

## Детињство, младост и образовање
Вендел Рамон Елис Млађи рођен је 27. децембра 1981. године у Самтеру, у Јужној Каролини. Његов отац је радио за Америчко ратно ваздухопловство, док му је мајка, Пола Брајант Елис, радила као извршна директорка финансија. Једино је дете породице. Похађао је у 12 школа за 13 година, пре него што је кренуо на Универзитет Конкордија у Орегону, где је играо кошарку.

## Приватни живот
Елис је у вези са српском глумицом и манекенком, Нином Сеничар. Њихова ћерка рођена је у новембру 2019. и добила је име Нора Грејс.

## Филмографија

### Филм
| Година | Српски назив                  | Изворни назив | Улога              | Напомене                |
| ------ | ----------------------------- | ------------- | ------------------ | ----------------------- |
| 2013.  | Филм 43                       |               | Лашес              | сегмент: „Слава победе” |
| 2018.  | Соба за бекство               |               | Џејсон Вокер       |                         |
| 2021.  | Соба за бекство 2: Без излаза |               | Џејсон Вокер       |                         |
| 2022.  | Топ ган: Маверик              |               | Рубен „Пејбек” Фич |                         |

### Телевизија
| Година | Српски назив                        | Изворни назив | Улога            | Напомене                                   |
| ------ | ----------------------------------- | ------------- | ---------------- | ------------------------------------------ |
| 2011.  | Увод у анатомију                    |               | ди-џеј           | епизода: „Бело венчање”                    |
| 2011.  | Морнарички истражитељи              |               | Томас „Томи” Хил | епизода: „Немир”                           |
| 2012.  | Како сам упознао вашу мајку         |               | други човек      | епизода: „Пртљажник”                       |
| 2012.  | Јужњачко срце                       |               | становник        | епизода: „Од срца срцу”                    |
| 2012.  | Ај Карли                            |               | пријатељ бр. 1   | епизода: „Пронашла сам Спенсеру пријатеље” |
| 2013.  | Морнарички истражитељи: Лос Анђелес |               | Рандал Бејкер    | епизода: „Чистоћа”                         |